# Penstemon radicosus
Penstemon radicosus är en grobladsväxtart som beskrevs av Aven Nelson. Penstemon radicosus ingår i släktet penstemoner, och familjen grobladsväxter. Inga underarter finns listade i Catalogue of Life.

## Bildgalleri

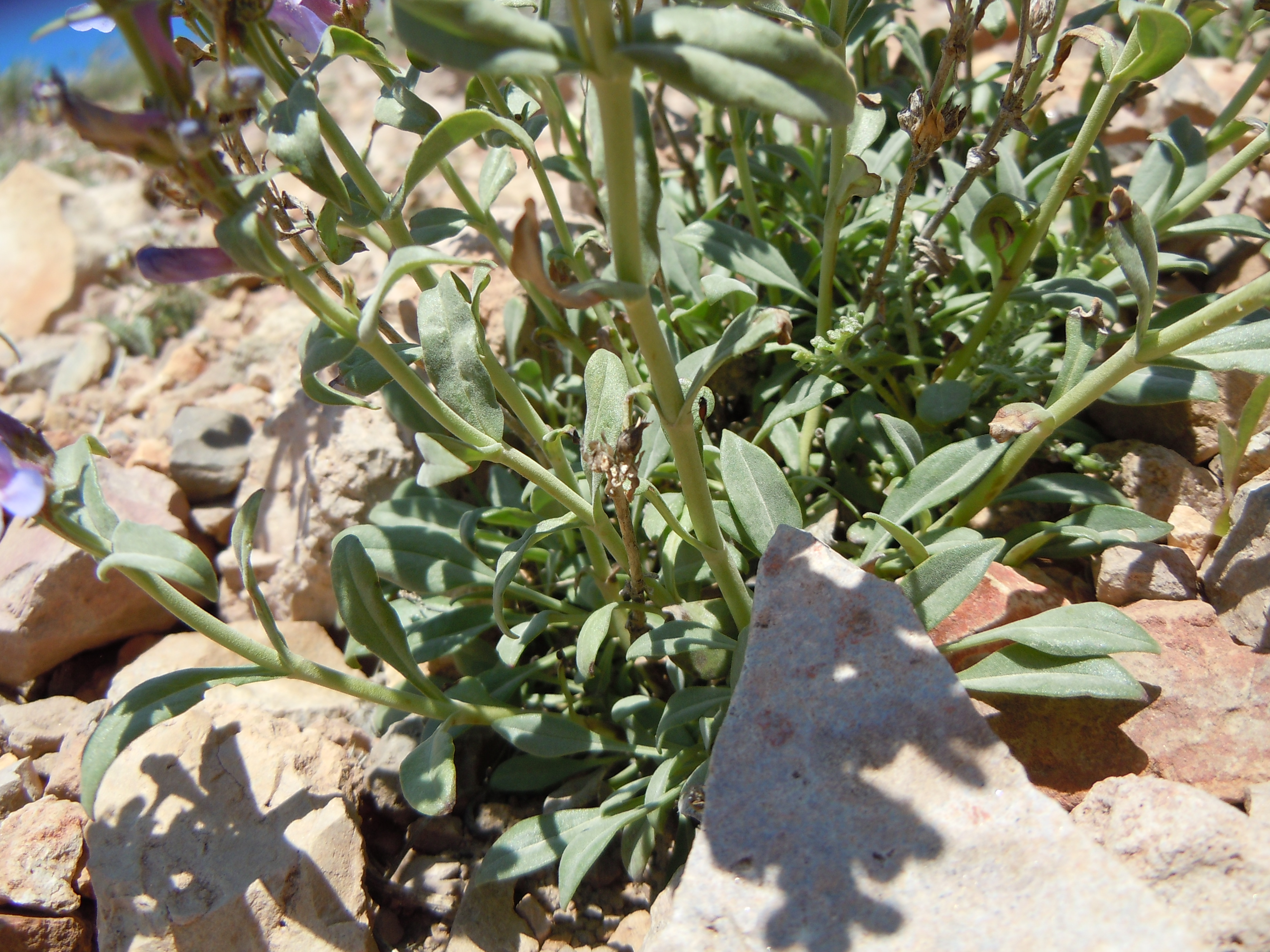
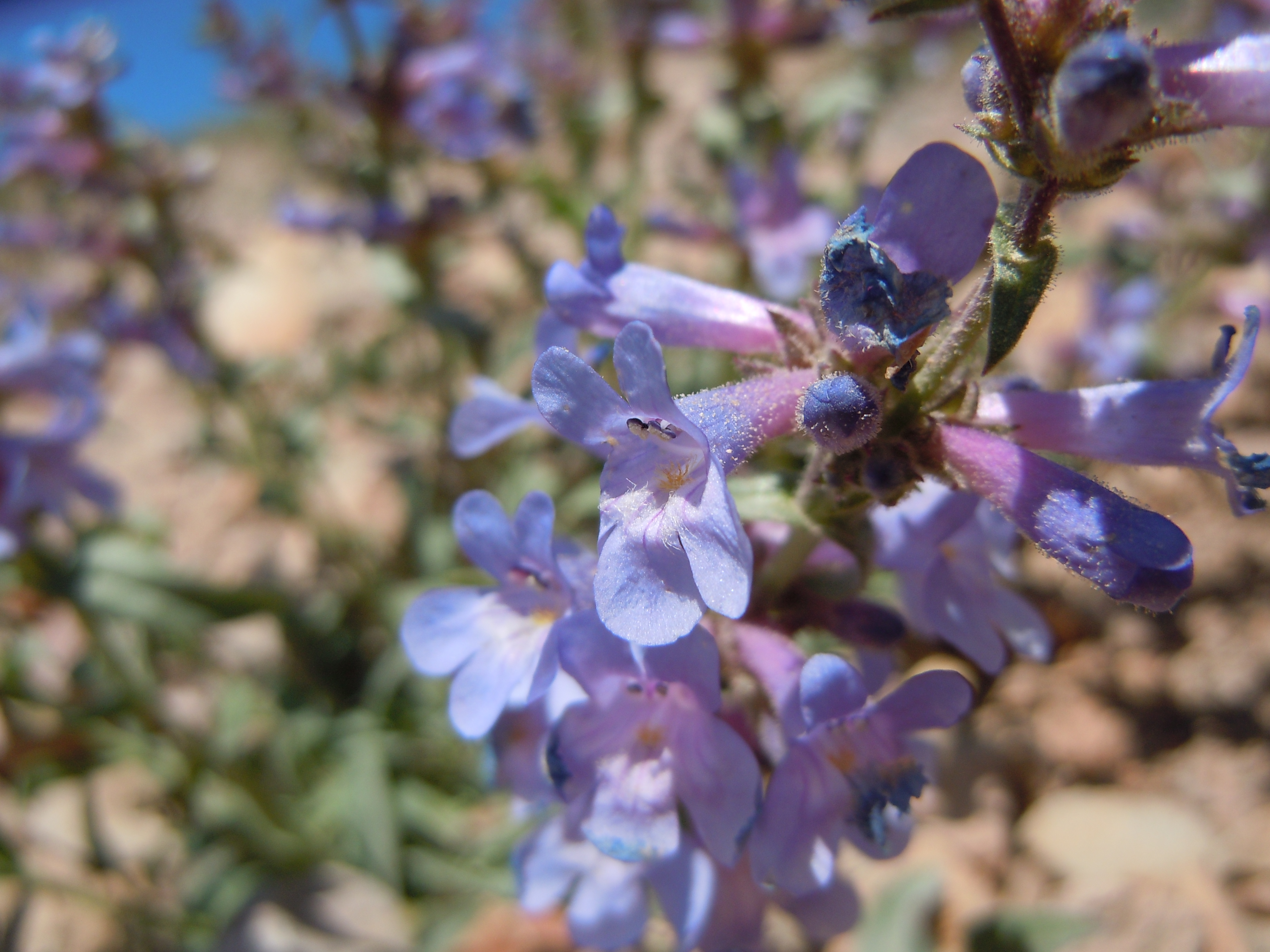
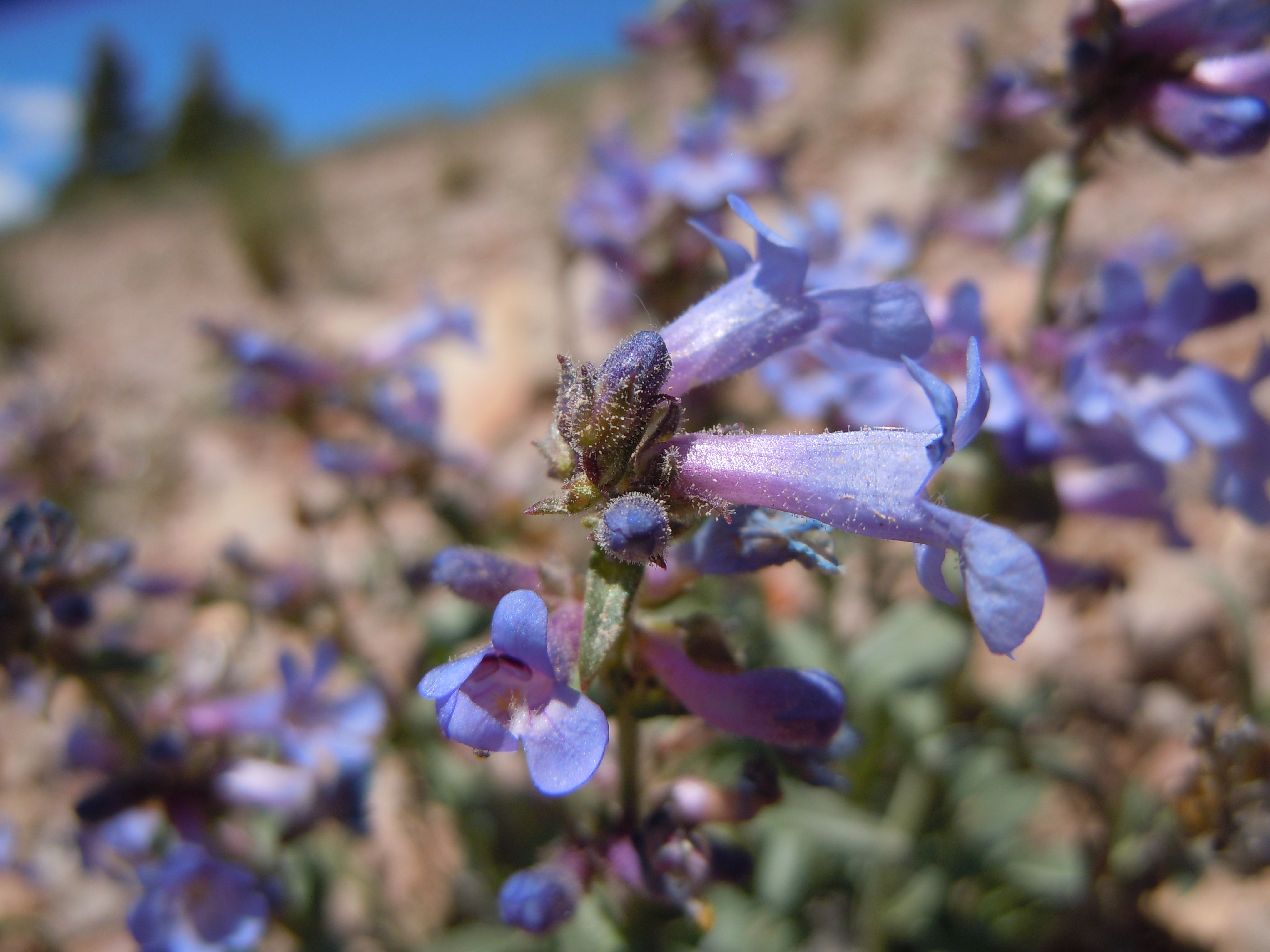
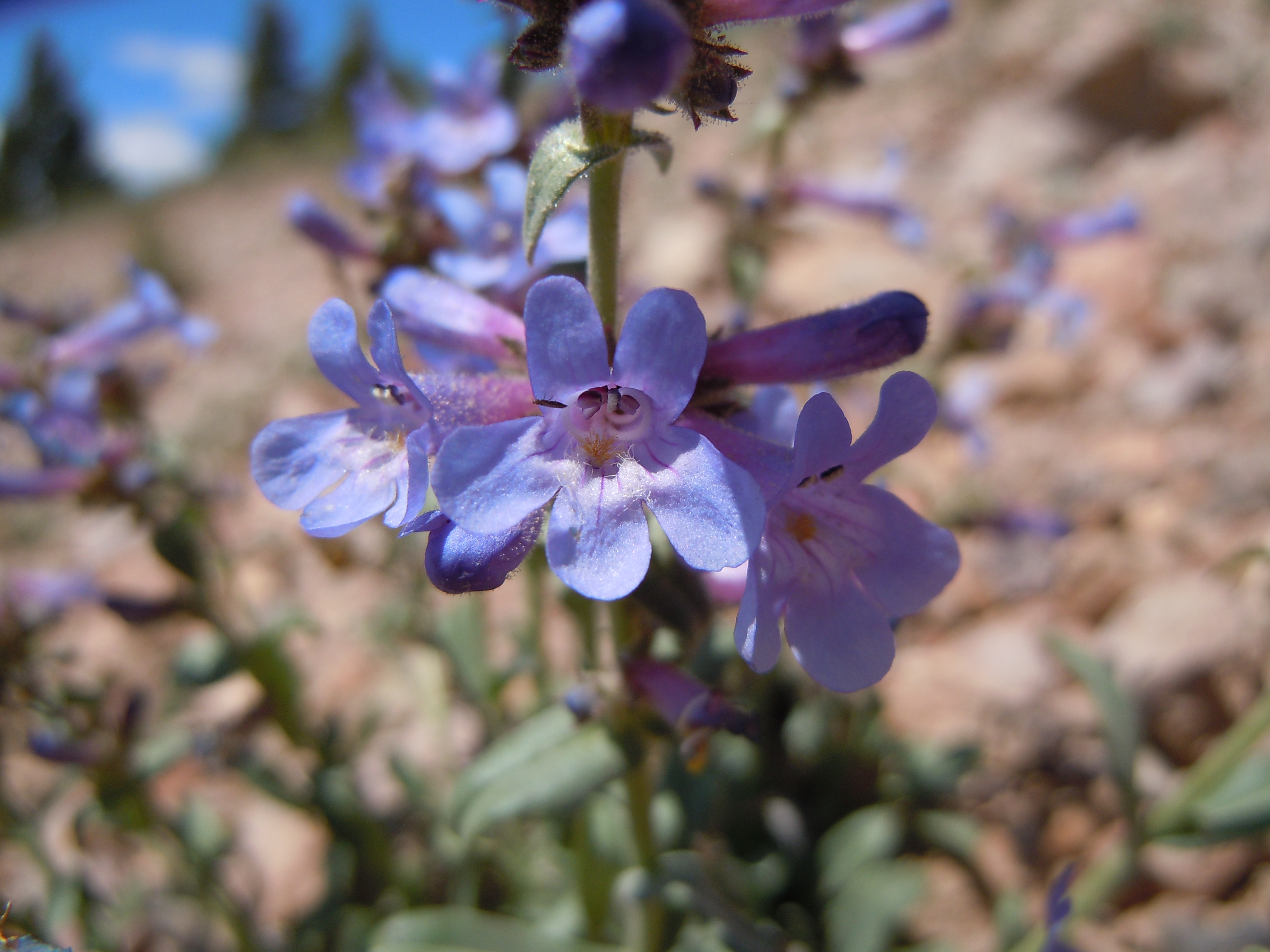
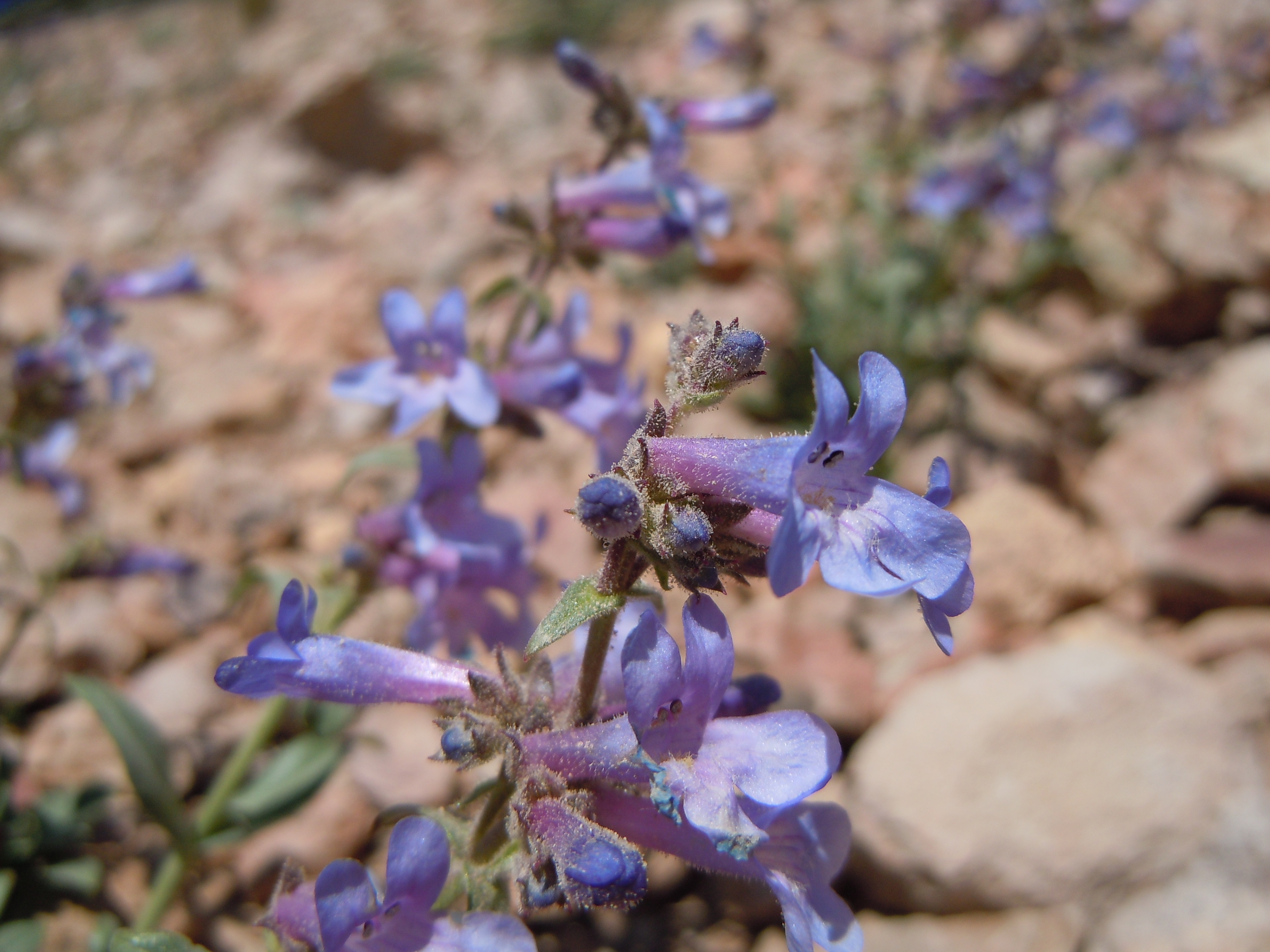
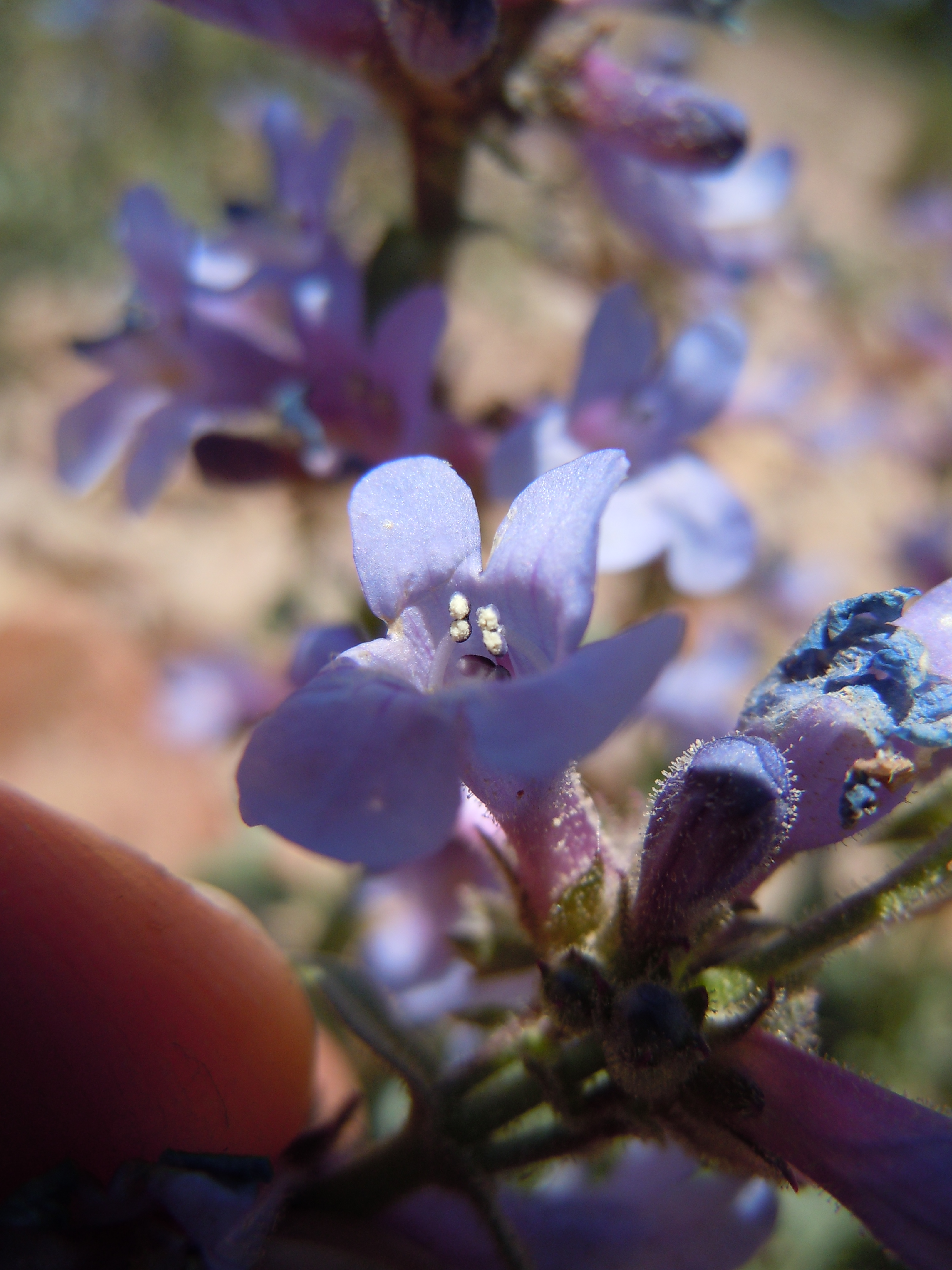